# Solitanea wehrlii
Solitanea wehrlii är en fjärilsart som beskrevs av Otto Staudinger 1929. Solitanea wehrlii ingår i släktet Solitanea och familjen mätare. Inga underarter finns listade i Catalogue of Life.